# Andrew L. Lewis

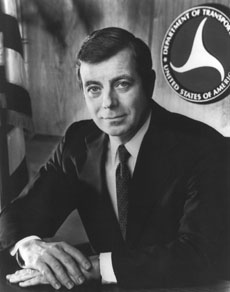
Andrew L. Lewis (1981)

Andrew Lindsay „Drew“ Lewis, Jr. (* 3. November 1931 in Broomall, Pennsylvania; † 10. Februar 2016 in Prescott, Arizona) war ein US-amerikanischer Politiker der Republikanischen Partei, Verkehrsminister der Vereinigten Staaten sowie Wirtschaftsmanager.

## Biografie
Nach dem Besuch der High School von Norristown studierte er am Haverford College und erwarb dort 1953 einen Bachelor of Science (B.S.). Ein anschließendes Postgraduiertenstudium der Betriebswirtschaftslehre an der Harvard Business School schloss er 1955 mit einem Master of Business Administration (MBA) ab. Darüber hinaus absolvierte er ein weiteres Postgraduiertenstudium am Massachusetts Institute of Technology.
1974 war Lewis Kandidat der Republikaner für das Amt des Gouverneurs von Pennsylvania, unterlag jedoch dem Demokraten Milton Shapp.
Nach einigen Jahren als Manager in der Privatwirtschaft wurde er am 23. Januar 1981 von US-Präsident Ronald Reagan als Verkehrsminister (US Secretary of Transportation) in dessen Kabinett berufen. Diesen Kabinettsposten bekleidete er bis zum 1. Februar 1983. Außerdem war er einige Zeit Vizevorsitzender des Republican National Committee. Im Anschluss war er wieder in der Privatwirtschaft tätig. 1986 war er Chief Executive Officer (CEO) der Union Pacific Railroad und anschließend bis 1997 CEO, Präsident (bereits ab 1986) und Chairman of the Board der Union Pacific Corporation.
Weiterhin war er zwischen 1986 und 2000 Mitglied des Vorstands von American Express sowie Vorstandsmitglied der Campbell Soup Company, Ford Motors, Lucent Technologies, MTV Networks. Andrew Lewis war seit 1989 Vorstandsmitglied von AT&T sowie seit 1995 von Gannett.
Lewis fiel mehrfach wegen Fahrens unter Einfluss psychoaktiver Substanzen auf und musste sich nach Festnahmen 1995 sowie am 23. Juli 2001 einem Alkoholentzug unterziehen.